# Beaverton (Alabama)
Beaverton es un pueblo del Condado de Lamar, Alabama, Estados Unidos. En el censo de 2000, su población era de 226. 

## Demografía
En el 2000 la renta per cápita promedia del hogar era de $ 20.250$, y el ingreso promedio para una familia era de 38.125$. El ingreso per cápita para la localidad era de 12.782$. Los hombres tenían un ingreso per cápita de 27.500$ contra 12.019$ para las mujeres.

## Geografía
Beaverton está situado en 33°55′58″N 88°1′13″O / 33.93278, -88.02028 (33.932813, -88.020374).
Según la Oficina del Censo de los EE. UU., la ciudad tiene un área total de 4.59 millas cuadradas (11.88 km ²).